# Gretchen Cryer
Gretchen Cryer (Dunreith, Indiana, 17 de octubre de 1935) es una dramaturga, compositora y actriz estadounidense.

## Primeros años
Cryer nació en Dunreith, Indiana, hija de Louise Gerladine (1911-1991) y Earl William "Bill" Kiger, Jr. (1911-2004).

## Carrera
En una de sus clases de música, Cryer conoció a Nancy Ford, y las dos forjaron una amistad que eventualmente condujo a diversas colaboraciones profesionales como el único equipo femenino de compositoras en el teatro de Broadway. Su primer trabajo, "For Reasons of Royalty", fue producido en la Universidad de DePauw y su musical "Rendezvous" fue realizado en la Universidad de Boston.
Su primera producción profesional en Nueva York fue Now Is The Time For All Good Men (1967), una obra altamente política sobre el hermano pacifista de Cryer, que pasó tiempo como profesor en una escuela secundaria conservadora del medio oeste. Aunque la obra tuvo una recepción fría, las compositoras volvieron a la escena con The Last Sweet Days of Isaac – con Austin Pendleton y Fredricka Weber – en 1970, obteniendo no solamente críticas favorables, sino también una gran cantidad de premios y reconocimientos.
De allí se trasladaron a Broadway, pero el musical Shelter (1973) no tuvo éxito, a pesar de algunas buenas críticas. Esta demostraría ser su única producción en Broadway. Utilizando el seudónimo de Sally Niven (Niven es el apellido de soltera de su madre), Cryer interpretó el papel principal en Now Is the Time... con su marido de la vida real, David. El éxito más notable de Cryer y Ford fue I'm Getting My Act Together and Taking It on the Road (1978), basada en las experiencias de vida de Gretchen. Ella no sólo coescribió la obra, sino que también actuó en ella. A pesar de haber sido mal recibida por la crítica, la obra comenzó a encontrar público de boca en boca, y el productor Joseph Papp la trasladó de su Teatro Público en el bajo Manhattan, en la parte alta de la ciudad, al teatro Circle in The Square, donde permaneció durante tres años. El último musical de Cryer y Ford, Einstein and the Roosevelts, se estrenó en la Universidad de DePauw en octubre de 2008.

## Plano personal
Cryer y su esposo, el actor y cantante Donald David Cryer, se divorciaron en 1971. Tuvieron tres hijos; Robin, Shelley y el famoso actor Jon Cryer.